# Arta (Dschibuti)
Arta (arabisch أرتا, DMG Artā) ist ein Ort in Dschibuti mit etwa 6200 Einwohnern und Hauptort der gleichnamigen Region Arta.
Der Ort liegt auf rund 750 Meter Höhe im Ougoul-Massiv über dem Golf von Tadjoura. Unter der französischen Kolonialherrschaft wurde 1946 ein Neubaugebiet errichtet. Wegen des meist trockenen und vergleichsweise kühlen Wetters diente Arta als Sommerresidenz für französische Militärangehörige. Heute besitzen etliche Angehörige der Elite Dschibutis eine Zweitwohnung in Arta.
1963 formulierten Vertreter der beiden Volksgruppen Dschibutis – der Afar und der Issa – die „Erklärung von Arta“, in der sie sich zum Zusammenhalt unter dem Schutz Frankreichs bekannten. Damit sprachen sie sich gegen die Einflussnahme der großen unabhängigen Nachbarländer Äthiopien und Somalia und gegen den Anschluss an eines dieser Länder aus. Vor allem die Issa strebten allerdings zunehmend nach der Eingliederung in ein Groß-Somalia und setzten 1977 die Unabhängigkeit Dschibutis von Frankreich durch.
Im Jahr 2000 fanden in Arta Friedensverhandlungen zwischen verschiedenen Kriegsparteien des Bürgerkrieges in Somalia statt, als deren Ergebnis die Übergangsregierung Somalias gebildet wurde.